# Contact (Edwin Starr)
"Contact" is een discosingle uit 1979 van Edwin Starr. De hook line is te horen in het refrein: "Eye to eye, contact".
De single stond begin 1979 een week lang op nummer één in de disco hitlijst. Het nummer bereikte ook de Billboard Hot 100 en werd zijn hoogst genoteerde popsingle in zeven jaar, met een piek op nummer 65. "Contact" haalde ook de Top 20 van de Hot R&B/Hip-Hop SongsR&B-hitlijst, met een piek op nummer 13. Het nummer had meer succes in het Verenigd Koninkrijk, waar het een top 10-hit werd en begin 1979 een zesde plaats bereikte (het leverde Starr ook een zilveren plaat op voor een verkoop van meer dan 250.000 exemplaren, samen met de eerste zilveren 12"-onderscheiding als erkenning voor een verkoop van meer dan 100.000 exemplaren). Het bleek zijn op één na beste prestatie in de Britse hitlijst, alleen overtroffen door zijn succes op nummer drie met "War" in 1970. In Vlaanderen bereikte Contact de twaalfde plaats in de Ultratop.
Zijn opvolger, "H.A.P.P.Y. Radio", was ook een Britse hit en bereikte medio 1979 de negende plaats.